# Artur Krasiński
Artur Krasiński (Cedynia, Pomerània Occidental, 18 de juny de 1971), és un ciclista polonès, ja retirat, que fou professional del 2000 al 2004.

## Palmarès
- 1995
  - 1r a la Cursa de la Solidaritat Olímpica
- 1998
  - Vencedor d'una etapa al Bałtyk-Karkonosze Tour
- 1999
  - Vencedor d'una etapa a la Volta a Polònia
- 2003
  - 1r a la Szlakiem Grodów Piastowskich